# Tiền Phong, Đà Bắc
Tiền Phong là một xã thuộc huyện Đà Bắc, tỉnh Hòa Bình, Việt Nam.
Xã Tiền Phong có diện tích 62.02 km², dân số năm 1999 là 2051 người, mật độ dân số đạt 33 người/km².